# Masacrele din Drenica
Masacrele din Drenica (în sârbă Масакри у Дреници, cu alfabetul latin: Masakri u Drenici, în albaneză Masakra në Drenicë) au fost o serie de ucideri ale civililor albanezi kosovari comise de forțele speciale de poliție sârbe în regiunea Drenica⁠(d) din centrul provinciei Kosovo.
Potrivit organizației Human Rights Watch, abuzurile din regiunea Drenica care au avut loc în timpul Războiului din Kosovo din 1998–1999 „au fost atât de răspândite încât o descriere cuprinzătoare depășește scopul acestui raport”. Atrocitățile la adresa albanezilor kosovari au avut loc îndeosebi în perioada februarie – martie 1998 în localitățile Ćirez (Qirez), Likošane⁠(d) și Prekaz și în timpul Bombardamentelor NATO asupra Iugoslaviei din martie – iunie 1999 în satele Izbica⁠(d), Rezala, Poklek și Staro Čikatovo⁠(d).

## Context
Drenica⁠(d) este o regiune deluroasă din centrul provinciei Kosovo, locuită aproape exclusiv de etnici albanezi. Locuitorii regiunii au o tradiție îndelungată de rezistență⁠(d) puternică în fața puterilor străine, datând din vremea stăpânirii otomane în Balcani. Satele din regiunea Drenica reprezintă locul de naștere al Armatei de Eliberare din Kosovo (UCK), care a început operațiunile armate acolo în 1996. În jurul anului 1997, albanezii kosovari au început să se refere la Drenica ca la un „teritoriu eliberat” datorită prezenței în regiune a trupelor UCK.

## Masacrele din 1998
În ianuarie 1998, poliția specială sârbă a efectuat incursiuni în satele din regiunea Drenica care aveau legături cu UCK. Între 28 februarie și 5 martie au avut loc mai multe atacuri militare ale poliției asupra satelor Ćirez, Likoshan și Prekaz, fiind folosind vehicule blindate și elicoptere. Deși UCK s-a angajat în luptă cu poliția specială sârbă în timpul acestor atacuri, forțele guvernamentale au deschis focul asupra femeilor, copiilor și altor persoane necombatante.
Pe 28 februarie și 1 martie, ca răspuns la ambuscadele UCK realizate împotriva poliției, forțele speciale au atacat două sate alăturate: Ćirez și Likoshan. În cursul acestor atacuri au fost folosite elicoptere, vehicule blindate, mortiere și mitraliere care au tras fără avertisment asupra civililor din cele două sate. În total, au fost uciși 24 de civili în masacrele de la Ćirez și Likošane. După mai puțin de o săptămână, pe 5 martie, poliția specială sârbă a atacat satul învecinat Prekaz, unde se afla casa lui Adem Jashari, comandant al UCK. Jashari a fost ucis împreună cu întreaga sa familie, inclusiv femei și copii.
Au fost uciși în total 83 de albanezi kosovari. Printre morți s-au numărat persoane în vârstă și cel puțin 24 de femei și copii. Multe dintre victime au fost împușcate de la mică distanță, ceea ce a sugerat execuții sumare⁠(d); rapoartele ulterioare ale martorilor oculari au confirmat acest lucru.
La 3 martie 1998 aproximativ 50.000 de oameni s-au adunat în satul Likoshan pentru înmormântarea a 24 de victime ale masacrului din Drenica. Aceste masacre au fost parțial responsabile pentru radicalizarea populației albaneze din Kosovo și au contribuit la consolidarea opoziției armate a albanezilor kosovari față de administrația sârbă. Mai mulți etnici albanezi care fuseseră implicați în politica nonviolentă a lui Ibrahim Rugova au decis să se alăture UCK, considerând într-o anumită măsură că insurgența armată este singurul mijloc de a obține independența provinciei.
Aceste masacre au marcat începutul Războiului din Kosovo. După 28 februarie 1998, luptele răzlețe s-au transformat într-un adevărat conflict armat. Odată izbucnit conflictul armat, Tribunalul Penal Internațional pentru fosta Iugoslavie (TPII) a început să se implice în căutarea și pedepsirea persoanelor vinovate de sâvârșirea masacrelor. La 10 martie TPII a declarat că „jurisdicția sa acoperă recentele violențe din Kosovo”.

## Masacrele din 1999
| “ | Au urmat trei luni de teroare, când poliția sârbă și paramilitarii susținuți de armată au atacat și au golit de populația civilă sat după sat în eforturile lor de a distruge atât UCK, cât și baza ei de sprijin. Bărbații adulți au fost reținuți în masă și sute dintre ei au fost executați. Uciderile nu au fost limitate la persoanele considerate a fi combatanți potențiali. La fel ca și în cazul masacrelor⁠(d) anterioare din Gornje Obrinje⁠(d) și Račak⁠(d), au fost uciși, de asemenea, femei și copii din familiile persoanelor care aveau legături cu UCK. | ” |

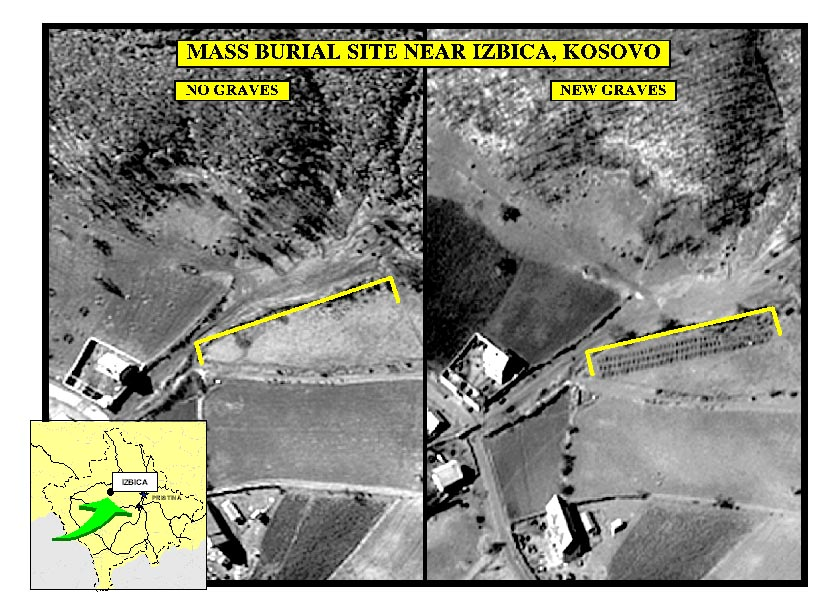
Imagini din satelit ale locului mormintelor comune săpate după Masacrul de la Izbica din regiunea Drenica.

Între 19 martie și 15 iunie 1999, forțele guvernamentale din Drenica s-au angajat într-o campanie de purificare etnică a regiunii, ceea ce a implicat execuții sumare și arbitrare, arestări, bătăi și jafuri la adresa albanezilor kosovari, precum și distrugerea școlilor, spitalelor și a altor bunuri civile.
Glogovac (Gllogovc), o municipalitate care era un bastion al UCK din Drenica, a fost puternic afectată de această campanie. Forțele iugoslave au executat în Stari Poklek, un sat din apropierea orașului Glogovac, doi bărbați și o mare parte a familiei unuia dintre ei din cauza legăturilor lor cu UCK. Din cei 47 de membri ai familiei (inclusiv 23 de copii cu vârsta sub cincisprezece ani) pe care forțele iugoslave au încercat să-i ucidă cu o grenadă aruncată într-o cameră, au fost doar șase supraviețuitori. Se crede că aproximativ 150 de persoane din satul Vrbovac au fost executate. Albanezii, membrii UCK, persoanele suspectate a fi membri UCK și familiile lor din alte sate învecinate orașului Glogovac au fost, de asemenea, executați de forțele sârbe. Pe parcursul a cinci zile din luna mai, majoritatea populației din Glogovac a fost expulzată și trimisă către granița macedoneană.
În satul Čikatovo⁠(d), peste 100 de etnici albanezi au fost executați și îngropați apoi într-o groapă comună, potrivit anchetatorilor crimelor de război.
La 15 iunie 1999, forțele iugoslave s-au retras din Glogovac în urma unui acord încheiat cu NATO.

## Morminte comune
În mai 2010 a fost găsită în satul Rudnica din Serbia o groapă comună care conținea 250 de cadavre ale masacrelor. Cadavrele fuseseră transferate din mormintele situate în regiunea Drenica în mai sau la începutul lunii iunie 1999.